# Emelie Markgren
Emelie Markgren, född 23 december 1997 är en svensk bild- och performancekonstnär, utbildad vid Kungliga Konsthögskolan i Stockholm 2016–2021. Markgren tilldelades H.M. Konungens Tecknings stipendium Den Tänkande Handen 2019, och visade då videoverk och teckningar i Gustav III:s Antikmuseum. Hon deltog 2020 TV-programmet “Fatta Bilden”, en UR-serie om bildanalys.
Markgren har visat verk på bland annat Fylkingen, Carl Larsson-gården och Marabouparkens konsthall. 